# Castle Hackett
Castle Hackett (irisch Caisleán an Haicéadaigh)  ist ein Tower House aus dem 13. Jahrhundert am Fuß des Hügels Knockmaa, etwa 10 km südwestlich von Tuam im irischen County Galway.

## Geschichte
Die Burg wurde für die Hacketts, eine normannische Familie, errichtet. Im 15. Jahrhundert war Castle Hackett von den Kirwans, einem der Stämme von Galway, bewohnt. Der Castlehacket-Zweig der Familie wurde Mitte des 17. Jahrhunderts von Sir John Kirwan begründet. Im 18. Jahrhundert gab man die Burg auf und die Kirwans ließen ein neues, dreistöckiges  Landhaus namens „Castlehacket“ errichten. Dieses Haus wurde 1923 im Zuge des Bürgerkriegs niedergebrannt, aber später wieder aufgebaut. Es steht noch heute.

## In der Literatur
In der Einführung zu Fairy and Folk Tales of the Irish Peasantry aus dem Jahre 1888 erwähnt William Butler Yeats die Familie und Castlehacket; er schreibt:

„Jedes Land hat üblicherweise eine Familie oder eine Person, die [mit Fähigkeiten, Feen zu sehen,] beglückt oder geplagt ist, insbesondere von Phantomen, wie die Hackets von Castle Hacket, Galway, die als Vorfahr eine Fee hatten...“